# Mu Le'en
Mu Le'en (chino: 穆乐恩) (Shandong, Rizhao, 6 de octubre de 1995) es una actriz china, conocida por interpretar a Bai Zhi en la serie de drama The Princess Weiyoung.

## Biografía
Se graduó en el Departamento de Drama, Cine y Televisión del Conservatorio de Música de Sichuan en 2014.

## Experiencia de actuación y carrera
En 2014, participó en el largometraje "One Step Away" dirigido por Jiang Wen y desde entonces ha comenzado su carrera como actriz. En agosto de 2015, fue seleccionada por el director de casting del drama de época "The Princess Weiyoung" para interpretar a Bai Zhi, la confidente de la heroína Li Weiyoung.
En 2016, Mu Leen protagonizó la comedia familiar ligera "Husbands' Private Money", en la que interpretó un papel invitado en la fiesta de bodas. En junio, Mu Leen participó en el antiguo drama romántico de vestuario "Una belleza solitaria nunca se admira a sí misma", interpretando el juguetón y encantador vestido verde de la dama de la corte en la obra.  En febrero de 2017, coprotagonizó con Tang Yan, Yang Shuo y otros el drama de amor urbano "Time Knows", interpretando a Lai Qiao, una estudiante universitaria optimista y alegre que se atreve a amar y odiar; en mayo, protagonizó el disfraz la comedia "Three Kingdoms Inn" se transmitió en Internet, en la que interpretó a Xiao Chenchen, una excéntrica niña rica; en agosto del mismo año, el drama de la red de fantasía urbana "A Strange Man Came to My Family" coprotagonizada por Fan Se transmitió Shiqi y Huang Cancan.
En el mismo año, protagonizó la película juvenil "Light Year" e interpretó el papel de Yang Muyi, la actriz principal. En febrero de 2017, coprotagonizó con Tang Yan, Yang Shuo y otros el drama de amor urbano "Time Knows", interpretando a Lai Qiao, una estudiante universitaria optimista y alegre que se atreve a amar y odiar; en mayo, protagonizó el disfraz la comedia "Three Kingdoms Inn" se transmitió en Internet, en la que interpretó a Xiao Chenchen, una excéntrica niña rica; en agosto del mismo año, el drama de la red de fantasía urbana "A Strange Man Came to My Family" coprotagonizada por Fan Se transmitió Shiqi y Huang Cancan.  

## Filmografía
Peliculas:
Gone With The Bullets (2014)
Perfect Girl (2015)
Series: 
Memory of Encaustic Tile (2022)
The Legend of Xiao Chuo (2020)
See You Again (2019)
Three Kingdoms Inn (2017)
General and I (2017)
Wo Jia Lai Le Ge Gu Ai Nan Ren (2017)
Husbands' Secret Stash (2016)
The Princess Weiyoung (2016)